# Monache cistercensi della stretta osservanza
Le cistercensi della stretta osservanza (in latino Ordo Monialium Cisterciensium Strictioris Observantiae), dette anche trappiste o trappistine, sono religiose di voti solenni.

## Storia
Dopo la riforma introdotta dall'abate Rancé a Notre-Dame de la Trappe, numerosi monasteri femminili cisterciensi, desiderando restaurare l'originaria austerità della regola, aderirono alla riforma: tra i più celebri, quello di Clairets, presso Chartres.
Quando, con la rivoluzione, gli ordini contemplativi vennero soppressi in Francia, alcune monache si rifugiarono in Svizzera e l'abate de Lestrange diede loro una casa a Sembrancher, nel canton Vallese: le religiose vi si insediarono il 14 settembre 1796 e presero a seguire la regola dei monaci trappisti della Valsainte.
Nel 1798 le monache dovettero abbandonare anche la Svizzera e si diffusero in Boemia, Galizia, Austria e Polonia. Le monache, pur soggette all'autorità dell'abate generale dei trappisti, godono di una certa autonomia e tengono capitoli generali propri.

## Dati statistici
Alla fine del 2005 i monasteri femminili trappisti erano 72 e le religiose (tra professe e novizie) erano 1682.
I monasteri di religiose trappiste sono presenti in Europa (Belgio, Repubblica Ceca, Francia, Germania, Irlanda, Italia, Norvegia, Regno Unito, Spagna, Svizzera), nelle Americhe (Argentina, Brasile, Canada, Cile, Ecuador, Messico, Nicaragua, Stati Uniti d'America, Venezuela), in Africa (Angola, Benin, Camerun, Madagascar, Nigeria, Ruanda, Uganda) e in Asia (Corea del Sud, Filippine, Giappone, India, Indonesia).